# الرابطة البرلمانية 1979–80
الرابطة البرلمانية 1979–80 (بالإنجليزية: 1979–80 Isthmian League)‏ هو موسم من دوري إسثميان، وهو دوري للأندية شبه المحترفة في إنجلترا، فاز فيه نادي إِنفيلد ‏.